# Afrida ydatodes
Afrida ydatodes is een soort mot van de familie visstaartjes (Nolidae). De soort werd beschreven door Harrison Gray Dyar Jr. in 1913 en komt voor in Noord-Amerika, waar het is gespot in de staten Alabama, Florida, Mississippi, North Carolina en Texas. 
De spanwijdte van de vlinder is ongeveer 10   mm. Volwassenen lijken op Afrida cosmiogramma, maar diffuus en gespikkeld. De achtervleugels zijn witachtig, met een grijze schijf-achtige punt en eindrand.
Het MONA- of Hodges-nummer voor Afrida ydatodes is 8102.

## Verder lezen
- Arnett, Ross H. (2000). American Insects: A Handbook of the Insects of America ten noorden van Mexico . CRC Press.
- Lafontaine, J. Donald & Schmidt, B. Christian (2010). "Geannoteerde checklist van de Noctuoidea (Insecta, Lepidoptera) van Noord-Amerika ten noorden van Mexico". ZooKeys, vol. 40, 1-239.